# Batalha do Nilo (47 a.C.)
A Batalha do Nilo foi travada em 47 a.C. entre as duas forças em disputa pelo trono egípcio da dinastia ptolemaica. De um lado estava Cleópatra VII, que se aliou a Júlio César, e do outro, Ptolemeu XIII, seu irmão, que foi derrotado e morto.

## Contexto
Depois de vencer os pompeianos na Batalha de Farsalos, Júlio César perseguiu Pompeu até a Ásia, onde soube que ele havia sido visto em Chipre tentando arrumar passagem para o Egito, onde os irmãos Ptolemeu XIII e Cleópatra VII lutavam entre si numa guerra civil.
Em 28 de setembro de 48 a.C., Pompeu foi assassinado ainda na costa egípcia, antes de desembarcar, à vista de sua família. Sua cabeça foi cortada e seu corpo foi abandonado na água. O assassinato foi aconselhado ao jovem Ptolemeu por seus conselheiros, especialmente os eunucos Ganimedes e Potino, que não queriam se indispor com César dando asilo a Pompeu e nem com Pompeu, que podia reverter sua situação e depois se vingar deles. O plano deu errado, pois César ficou furioso ao saber do destino ignominioso de Pompeu pelas mãos dos egípcios aliados de Ptolemeu.

## Cerco em Alexandria
César viajou para o Egito com a Legio VI Ferrata e 800 cavaleiros e deixou na Ásia a Legio XXVII sob o comando de Quinto Fúfio Caleno. Ambas somavam 3 200 veteranos que lutaram por anos sob o comando de César. Ele desembarcou em 2 de outubro em Alexandria e rapidamente decidiu intervir na guerra civil para reforçar sua própria posição como autoridade maior entre os romanos, também em guerra. Contudo, a população da cidade se revoltou e o cercou no palácio da cidade, obrigando César a enviar cartas solicitando o envio de duas legiões a Cneu Domício Calvino e ao rei Mitrídates, da cidade de Pérgamo. Foi então a princesa Cleópatra se apresentou diretamente a César, seduzindo o general romano depois de entrar disfarçada no palácio.

## Batalha do Nilo
Os conselheiros do faraó Ptolemeu XIII ordenaram que o exército egípcio marchasse até Alexandria, a capital do reino, enquanto os legionários lutavam para assumir o controle do palácio e do porto, o único ponto de contato com o mundo exterior. Os egípcios contavam com cerca de 20 000 homens. Durante o combate, parte da Biblioteca de Alexandria foi queimada. César enviou uma flotilha improvisada e conseguiu algumas vitórias no mar, mas acabou rechaçado quando tentou tomar a ilha de Faros, onde estava o famoso Farol de Alexandria. Seus legionários, em pânico, sobrecarregaram e afundaram o barco de César, que foi obrigado a fugir nadando. No auge do desespero para as forças romanas, Mitrídates chegou com seu exército reforçado pelas tropas alistadas na Judeia lideradas por Antípatro, o Idumeu.
Os egípcios se viraram para interceptá-lo, o que enfraqueceu o cerco a César, que aproveitou a oportunidade. Liderando suas forças em marchas forçadas, César se reuniu a Mitrídates às margens do rio Nilo; juntos, os cesarianos atacaram o exército egípcio empurrando-o em direção ao seu próprio acampamento, que acabou tomado de assalto. A barcaça do faraó afundou por causa da sobrecarga e Ptolemeu XIII foi arrastado para o fundo por sua pesada armadura dourada. Em 27 de março, Cleópatra foi restaurada ao trono egípcio. Sua irmã e rival, Arsínoe IV, foi presa e levada cativa para Roma. O eunuco Ganimedes morreu na batalha.

## Eventos posteriores
Depois da vitória, César e Cleópatra navegaram pelo Nilo em uma viagem de prazer da qual Cleópatra voltou grávida de Cesarião. César foi duramente criticado por este desperdício de tempo enquanto a república estava em plena crise, mas a realidade é que ele precisava consolidar o apoio egípcio, cujo governo anterior era pompeiano. Somente em 7 de junho César deixou Alexandria rumo a Antioquia e depois a Ásia para derrotar Fárnaces II na Batalha de Zela com apenas uma legião (as outras três ficaram no Egito para ajudar sua amante e aliada). Apesar disto, nem tudo corria bem para os cesarianos. Os pompeianos sobreviventes de Farsalos conseguiram recrutar um novo exército na África, na Hispânia o governador Quinto Cássio Longino demonstrou tamanha crueldade e tirania que os habitantes de Córduba se revoltaram. Em Roma, nada se soube de César por meses e seu legado, Marco Antônio, se revelou um péssimo administrador.